# Torben Rhein
Torben Rhein (Berlino, 12 gennaio 2003) è un calciatore tedesco, centrocampista dell'Emmen.

## Caratteristiche tecniche
Ricopre il ruolo di centrocampista con compiti di impostazione. Nel 2020 è stato inserito nella lista dei migliori sessanta calciatori nati dopo il 2003 stilata da The Guardian.

## Carriera

### Club
Ha iniziato a giocare a calcio nello Stern Marienfelde, da cui poi si è trasferito all'Hertha Berlino nel 2009 ed al Bayern Monaco nel 2017. Il 20 giugno 2020 ha debuttato con la squadra riserve del club bavarese disputando l'incontro di 3. Liga contro il Magdeburgo. Pochi mesi dopo è stato insignito della Fritz-Walter-Medaille d'argento nella categoria Under-17. Il 28 gennaio 2021 ha prolungato il proprio contratto ed il 3 aprile 2021 ha realizzato la sua prima rete professionistica contro il Lubecca.
Il 1º luglio 2022 ha prolungato fino al 2025 ed è stato prestato all'Austria Lustenau per la stagione successiva. Ha debuttato con il club austriaco il 16 luglio contro il Marchfeld Donauauen in ÖFB-Cup ed otto giorni più tardi ha esordito anche in Bundesliga contro il WSG Swarovski Tirol. Al termine della stagione in cui ha collezionato 26 presenze totali il prestito è stato esteso anche per la stagione seguente.

### Nazionale
Ha giocato nelle nazionali giovanili tedesche Under-15, Under-16 ed Under-17.

## Statistiche

### Presenze e reti nei club
Statistiche aggiornate al 23 agosto 2023.
| Stagione                | Squadra                 | Campionato              | Campionato | Campionato | Coppe nazionali | Coppe nazionali | Coppe nazionali | Coppe continentali | Coppe continentali | Coppe continentali | Altre coppe | Altre coppe | Altre coppe | Totale | Totale | Totale |
| Stagione                | Squadra                 | Comp                    | Pres       | Reti       | Comp            | Pres            | Reti            | Comp               | Pres               | Reti               | Comp        | Pres        | Reti        | Pres   | Reti   |        |
| ----------------------- | ----------------------- | ----------------------- | ---------- | ---------- | --------------- | --------------- | --------------- | ------------------ | ------------------ | ------------------ | ----------- | ----------- | ----------- | ------ | ------ | ------ |
| 2019-2020               | Bayern Monaco II        | 3L                      | 1          | 0          |                 | -               | -               |                    | -                  | -                  |             | -           | -           | 1      | 0      |        |
| 2020-2021               | Bayern Monaco II        | 3L                      | 11         | 1          |                 | -               | -               |                    | -                  | -                  |             | -           | -           | 11     | 1      |        |
| 2021-2022               | Bayern Monaco II        | RL                      | 18         | 0          |                 | -               | -               |                    | -                  | -                  |             | -           | -           | 18     | 0      |        |
| Totale Bayern Monaco II | Totale Bayern Monaco II | Totale Bayern Monaco II | 30         | 1          |                 | -               | -               |                    | -                  | -                  |             | -           | -           | 30     | 1      |        |
| 2022-2023               | Austria Lustenau        | BL                      | 24         | 0          | CA              | 2               | 0               |                    | -                  | -                  |             | -           | -           | 26     | 0      |        |
| 2023-2024               | Austria Lustenau        | BL                      | 3          | 0          | CA              | 0               | 0               |                    | -                  | -                  |             | -           | -           | 3      | 0      |        |
| Totale Austria Lustenau | Totale Austria Lustenau | Totale Austria Lustenau | 27         | 0          |                 | 2               | 0               |                    | -                  | -                  |             | -           | -           | 29     | 0      |        |
| Totale carriera         | Totale carriera         | Totale carriera         | 57         | 1          |                 | 2               | 0               |                    | -                  | -                  |             | -           | -           | 59     | 1      |        |

## Palmares

### Club

#### Competizioni nazionali
- 3. Liga: 1

Bayern Monaco II: 2019-2020

### Individuale
- Medaglia d'Argento Fritz Walter (Under-17): 1

2020